# Julius Braunthal
Julius Braunthal (* 5. Mai 1891 in Wien, Österreich-Ungarn; † 28. April 1972 in Teddington, England) war ein österreichisch-britischer Historiker. In der Zwischenkriegszeit war er ein sozialdemokratischer Journalist und auch nach 1945 ein Funktionär und Zeitzeuge der Arbeiterbewegung. Zu seinen Hauptleistungen gehört die dreibändige Geschichte der Internationale, die zwischen 1961 und 1971 auf Deutsch herausgegeben wurde.

## Leben
Im Ersten Weltkrieg diente Braunthal in der Armee Österreich-Ungarns, zuletzt als Leutnant. Schon vor 1914 war er in der Sozialdemokratischen Arbeiterpartei (SDAP) aktiv, wurde 1924 Redakteur der Arbeiter-Zeitung, fungierte 1927 bis 1934 als Chefredakteur der populären Tageszeitung Das Kleine Blatt und seit 1929 auch als Chefredakteur der Bildillustrierten Der Kuckuck.
Braunthal wurde im Februar 1934 festgenommen und ein Jahr im Anhaltelager Wöllersdorf inhaftiert. Nach seiner Enthaftung verließ er Österreich. Er zog zunächst nach Belgien, wo sein Bruder Alfred Braunthal lebte, und wohnte seit 1938 in England, wohin seine Schwester Bertha Braunthal nach der nationalsozialistischen Machtergreifung 1933 aus Deutschland emigriert war. Von 1938 bis zum Ausbruch des Zweiten Weltkriegs war er in der von ihm mitbegründeten Sozialistischen Internationale stellvertretender Sekretär.
Nach 1945 war Braunthal Sekretär des Komitees der Internationalen Sozialistischen Konferenz (Comisco, 1949–1951) und 1951 bis 1956 betreute er als Sekretär die Sozialistische Internationale. Anschließend verlegte er den Schwerpunkt auf die Geschichtsschreibung. Von 1961 bis 1971 verfasste er die dreibändige Geschichte der Internationale, in der die institutionelle Entwicklung des internationalen Sozialismus von der Ersten Internationale bis zur Gegenwart behandelt wird.
1965 veröffentlichte er eine umfangreiche Biographie von Victor und Friedrich Adler.

## Publikationen
- Die Arbeiterräte in Deutschösterreich. Ihre Geschichte und ihre Politik, die Beratungen und Beschlüsse der II. Reichskonferenz, das Organisationsstatut, herausgegeben im Auftrage des Reichsvollzugsausschusses der Arbeiterräte. Verlag der Wiener Volksbuchhandlung, Wien 1919.
- Die Wiener Julitage 1927. Ein Gedenkbuch. Verlag der Wiener Volksbuchhandlung, Wien 1927.
- 40 Jahre 1. Mai. Verlag der Wiener Volksbuchhandlung, Wien 1929.
- Festschrift zur 2. Arbeiter-Olympiade. Arbeiterbund für Sport und Körperkultur in Österreich, Wien 1931.
- Need Germany survive? Gollancz, London 1943.
- In Search of the Millennium. Gollancz, London 1945.
  - deutsch von Franziska Schulz: Auf der Suche nach dem Millennium, Nest-Verlag, Nürnberg 1948.
- The Paradox of Nationalism. An epilogue to the Nuremberg Trials, common-sense reflections in the atomic age. St. Botolph Publishing, London 1946.
- The Tragedy of Austria. Gollancz, London 1948.
- Auf der Suche nach dem Millennium. Europa Verlag, Wien/Köln/Stuttgart/Zürich 1964.
- Geschichte der Internationale, 3 Bände, J.H.W. Dietz Nachf., Hannover 1961–1971, und weitere Auflagen und Nachdrucke.
- Victor und Friedrich Adler – Zwei Generationen der Arbeiterbewegung, Verlag der Wiener Volksbuchhandlungen, 1965.

## Auszeichnungen
- 1971: Preis der Stadt Wien für Publizistik